# Taimanawa relicta
Taimanawa relicta is een zee-egel uit de familie Brissidae.
De wetenschappelijke naam van de soort werd in 1975 gepubliceerd door Shigei.